# 摄氏温标

使用華氏為單位的國家
華氏與攝氏都有用的地區
使用攝氏為單位的國家

攝氏溫標 是世界上普遍使用的溫標，符号为℃（°C），属于公制单位。
摄氏溫標的规定是：在标准大气压，纯水的凝固点（即固液共存的温度）為0℃，水的沸點為100℃，中間劃分為100等份，每等份為1℃。

## 歷史
1742年，瑞典天文學家安德斯·攝爾修斯將一大氣壓下的水的冰點規定為100°C，沸點定為0°C，兩者間均分成100個刻度。溫度越高則度數越低，和現行的攝氏溫標剛好相反。這麼做是為了避免負號的產生。因為瑞典長年低於冰點以下，利用與現在相反的溫標可以避免產生負數。直到1744年攝氏溫標才由卡尔·林奈改為現行的摄氏溫標：冰點定為0°C，沸點定為100°C。
1954年的第十屆國際度量衡大會特別將此溫標命名為「攝氏溫標」，以表彰安德斯·攝爾修斯的貢獻。
目前，摄氏溫標為世界上绝大多数国家採用的溫度單位。香港天文台於1970年代開始，逐漸把氣溫記錄由華氏轉為攝氏。

## 換算
其他常用的温度測量單位還有華氏溫標和熱力學溫標。

### 华氏温度
- 攝氏溫度和華氏溫度（°C 或 °F）兩种溫標的轉換公式為：

{\displaystyle {}^{\circ }\!{\text{C}}={\frac {5}{9}}({}^{\circ }\!{\text{F}}-32)}
{\displaystyle {}^{\circ }\!{\text{F}}={\frac {9}{5}}{}^{\circ }\!{\text{C}}+32}

### 热力学温度
- 攝氏溫度和熱力學溫標－（Kelvin, K）兩种溫標的轉換公式為：

{\displaystyle {}{\text{K}}={}^{\circ }\!{\text{C}}+273.15}
{\displaystyle {}^{\circ }\!{\text{C}}={\text{K}}-273.15}

### 溫度間隔
- 非特異性溫度間隔的轉換公式：

{\displaystyle {}1\,^{\circ }\!{\text{F}}=1\,^{\circ }\!{\text{R}}={\frac {5}{9}}\,{}^{\circ }\!{\text{C}}={\frac {5}{9}}\,{}{\text{K}}}
例如：
{\displaystyle \pm 1\,^{\circ }\!{\text{F}}=\pm 0.5556\,^{\circ }\!{\text{C}}}

### 範例
- 摄氏：25 °C（77 °F；298 K）
- 華氏：59 °F（15 °C；288 K）
- 熱力學溫標：279 K（6 °C；43 °F）

## 符號
通常情況最好用「°C」，即「度數符號（U+00B0 ° DEGREE SIGN，十進制 176）」然後加上英文大寫字母“C”（U+0043 C LATIN CAPITAL LETTER C），而非用兼容概有 CJK 編碼的兼容字元 U+2103 ℃ DEGREE CELSIUS，十進制 8451；後者在大部分字型都是全形字元。

### 輸入
- Microsoft Windows：如想輸入℃（U+2103），要按Alt不放，然後按小键盘（全鍵盤右方的數字區）的8→4→5→1，完成後放開Alt鍵。如不方便輸入℃，可按Alt不放，然後按小键盘的0→1→7→6，完成後放開Alt鍵，然後再按⇧ Shift+C，然後便出來了「°C」。或可直接於系統工具中字元對應表（可直接於執行欄輸入charmap）中尋獲。
- 麥金塔操作系统：以「愛爾蘭－延伸」輸入法為例，按Alt/Option+⇧ Shift+8，然後再按⇧ Shift+C，就可以打出「°C」。而獨立的「℃」則可以通過字元檢視器輸入。